# Suore domenicane missionarie di San Sisto
Le suore domenicane missionarie di San Sisto sono un istituto religioso femminile di diritto pontificio.

## Storia
La congregazione fu fondata da Maria Antonia Lalia (1839-1914), già priora del monastero domenicano di Misilmeri. Desiderando dare inizio a un'opera missionaria in favore delle popolazioni dell'Europa orientale e specialmente della Russia, Lalia si trasferì a Roma e ottenne dai frati domenicani irlandesi di San Clemente una porzione del monastero di San Sisto Vecchio.
Il 17 gennaio 1893 la Lalia, assieme a due compagne, diede inizio all'istituto; le suore in origine si dedicarono all'insegnamento della dottrina cristiana, poi si aprirono ad altre forme di apostolato (in scuole, ospedali, ricoveri); si diffusero rapidamente in varie località d'Italia (Asti, Ceglie Messapica, Sassari, San Mauro Castelverde).
Il 10 febbraio 1936 papa Pio XI concesse alle religiose il decreto di lode e il 28 giugno 1943 l'istituto e le sue costituzioni ricevettero l'approvazione definitiva della Santa Sede.
Nel 2024 la congregazione ha incorporato quella delle suore domenicane dello Spirito Santo, mentre nel 2025 ha incorporato quella delle suore domenicane di Santa Maria dell'Arco, in Sant'Anastasia.

## Attività e diffusione
Le domenicane di San Sisto si dedicano a varie forme di apostolato e di carità: operano in scuole, ospedali, ricoveri, missioni.
Oltre che in Italia, sono presenti in Russia e nell'America Latina (Guatemala, Honduras, Messico, Perù); la sede generalizia è presso il monastero di San Sisto Vecchio, in via Druso a Roma.
Alla fine del 2008 la congregazione contava 406 suore in 46 case.